# Брест-Покупський
Брест-Покупський (хорв. Brest Pokupski) — населений пункт у Хорватії, у Сисацько-Мославинській жупанії у складі міста Петриня.

## Населення
Населення за даними перепису 2011 року становило 279 осіб.
Динаміка чисельності населення поселення:

## Клімат
Середня річна температура становить 11,10 °C, середня максимальна – 25,36 °C, а середня мінімальна – -5,48 °C. Середня річна кількість опадів – 943 мм.
| Клімат поселення                              | Клімат поселення | Клімат поселення | Клімат поселення | Клімат поселення | Клімат поселення | Клімат поселення | Клімат поселення | Клімат поселення | Клімат поселення | Клімат поселення | Клімат поселення | Клімат поселення | Клімат поселення |
| Показник                                      | Січ.             | Лют.             | Бер.             | Квіт.            | Трав.            | Черв.            | Лип.             | Серп.            | Вер.             | Жовт.            | Лист.            | Груд.            |                  |
| Середній максимум, °C                         | 6,78             | 8,50             | 12,99            | 17,43            | 22,24            | 25,36            | 24,36            | 23,60            | 19,88            | 14,88            | 9,54             | 5,29             |                  |
| Середня температура, °C                       | 0,65             | 2,37             | 6,84             | 11,29            | 16,10            | 19,22            | 20,90            | 20,13            | 16,41            | 11,40            | 6,08             | 1,81             |                  |
| Середній мінімум, °C                          | −5,48            | −3,78            | 0,72             | 5,14             | 9,96             | 13,09            | 17,45            | 16,65            | 12,94            | 7,94             | 2,61             | −1,65            |                  |
| Норма опадів, мм                              | 58               | 56               | 64               | 76               | 82               | 93               | 84               | 88               | 86               | 89               | 94               | 73               |                  |
| Середньомісячна швидкість вітру, м/с          | 1.72             | 1.90             | 2.30             | 2.20             | 2.00             | 1.89             | 1.80             | 1.70             | 1.66             | 1.71             | 1.80             | 1.80             |                  |
| Середньомісячна сонячна радіація, кДж/м²·день | 4251             | 7011             | 10696            | 15177            | 19372            | 21384            | 22495            | 19515            | 14480            | 8953             | 4743             | 3471             |                  |
| --------------------------------------------- | ---------------- | ---------------- | ---------------- | ---------------- | ---------------- | ---------------- | ---------------- | ---------------- | ---------------- | ---------------- | ---------------- | ---------------- | ---------------- |
| Джерело:                                      |                  |                  |                  |                  |                  |                  |                  |                  |                  |                  |                  |                  |                  |